# Kate Nash
Kate Marie Nash (Londra, 6 luglio 1987) è una cantautrice, musicista e attrice britannica.

## Biografia
Nash nasce ad Harrow, borough di Londra, il 6 luglio del 1987 da padre inglese, Steve Nash, e da madre irlandese, Marie Walsh, di professione infermiera presso un ospizio. Cresciuta nel quartiere di North Harrow, Nash viene a contatto con la musica in tenera età, imparando a suonare il piano. Studia presso la St. John Fisher RC, spostandosi successivamente presso la St. Joan of Arc School in Rickmansworth. Il suo primo amore è la recitazione e prova un primo approccio in questo mondo presentandosi a un'audizione a Bristol presso la Old Vic Theatre School ma viene rifiutata.
Qualche giorno dopo l'audizione cade dalle scale e si rompe un piede. Durante il ricovero Kate, non potendo muoversi, trova conforto nello scrivere canzoni. Decide di scrivere nuove canzoni, di finire quelle vecchie e di presentarsi su un palco presso un bar locale, decidendo così di intraprendere la carriera di cantante.
Dopo pochi piccoli concerti, Nash decide di mettere la sua musica in rete, sul famoso portale MySpace. In breve tempo raccoglie un largo consenso dalla comunità di utenti, trovando così un manager disposto a seguirla e nella ricerca di un produttore per la sua musica.

### Moshi Moshi Records
Il debutto di Nash è un doppio A-side pubblicato da un'etichetta indipendente, la Moshi Moshi Records, nel febbraio 2007. La tiratura è di sole 1000 copie e solo su vinile. "Caroline's a Victim", è una canzone dalle sonorità sintetiche dedicata ad una sua amica, Caroline. Viene anche realizzato un videoclip per il pezzo, che ha riceve una buona visibilità su MTV2.

### Fiction Records
Nel marzo 2007, Nash firma con la Fiction Records, un'etichetta che ha nelle sue file artisti come Snow Patrol, The Maccabees, Yeah Yeah Yeahs, Alberta Cross Delays.
Il secondo singolo di Kate, il primo sotto la Fiction Records, "Foundations", viene pubblicato il 25 giugno 2007 e raggiunge il numero 2 della Classifica Ufficiale Inglese, nonostante quasi l'intero panorama radiofonico inizialmente snobbi il singolo; solo Radio 1 e Radio 2 della BBC  aggiungono il singolo nelle loro playlist al momento della pubblicazione.

### Successo e lancio internazionale
Colta dal rapido e (quasi) inaspettato successo di Foundations, la Fiction annuncia la pubblicazione del primo album di Kate Nash il 6 agosto 2007, dal titolo Made of Bricks.
Nel settembre 2007, oltre all'uscita di Mouthwash come secondo singolo in Inghilterra, viene pubblicato negli Stati Uniti un Ep contenente Foundations ed altre tracce.
L'uscita di Foundations negli Stati Uniti coincide con l'arrivo della musica di Nash in Europa; iniziano la diffusione radiofonica e televisiva di Foundations.
Nel dicembre 2007 in Inghilterra esce Pumpkin Soup, il terzo singolo estratto da Made of Bricks; questo singolo corrisponde al secondo singolo europeo per la Nash, in questo caso la diffusione radiofonica del brano riscuote più successo rispetto al primo estratto. Prima della fine dell'anno viene utilizzato il brano Merry Happy come colonna sonora di un episodio di Grey's Anatomy, ed entra nella classifica dei downolad digitali.
Merry Happy nell'autunno 2008 viene usata come colonna sonora e come jingle della serie tv italiana Amiche Mie.

### Brit Awards & NME Shock Awards
Il febbraio 2008 è, per Kate Nash, il mese delle conferme; nel giro di due settimane riesce infatti a conquistare due premi molto ambiti nell'ambito musicale venendo proclamata, nel giro di due settimane, miglior artista femminile ai Brit Awards e miglior artista solista agli NME Shock Awards.

### My Best Friend Is You (Secondo Album)
È confermata per il 19 aprile 2010 l'uscita del suo secondo disco d'inediti. Il titolo del disco è My Best Friend Is You e sarà trainato dal singolo Do Wah-Doo.  Archiviato il 22 gennaio 2010 in Internet Archive.

### Libro
Kate Nash ha annunciato in un'intervista a NME che sta lavorando alla stesura di un libro, una raccolta di piccole storie, che sarà forse pubblicato sotto pseudonimo.

## Discografia

### Album
- Made of Bricks (2007)
- My Best Friend Is You (2010)
- Girl Talk (2013)
- Yesterday Was Forever (2018)
- 9 Sad Symphonies (2024)

### Singoli
- Caroline's a Victim/Birds (2007)
- Foundations (2007)
- Mouthwash (2007)
- Pumpkin Soup (2007)
- Merry Happy (2008)
- Do Wha-Doo  (2010)
- Kiss That Grrrl (2010)
- Later On  (2010)
- 3AM (2013)
- OMYGOD! (2013)
- Fri-End? (2013)
- Sister (2014)
- Good Summer (2016)
- My Little Alien (2016)
- Agenda (2017)
- Call Me (2017)
- Drink About You (2018)
- Life in Pink (2018)

### EP
- iTunes Festival: London 2010 (2010)
- Death Proof (2012)
- Have a Faith With Kate Nash This Christmas (2013
- Agenda (2017)

### Demo
Ecco qui di seguito elencate alcune tracce reperibili nella rete e non presenti né sull'album, né sui singoli.
- Caroline's a Victim
- Home Is Where the Heart Is/Dirt
- Like Maybe
- Stitching Leggings
- A is for Asthma
- The Biscuit Factory

### Inedite
- Like Maybe (versione studio)
- Right Before My Eyes (live)
- So Much Older (versione studio)
- This House (live)
- Paris (scritta per il secondo disco, cantata live)
- Doo Wah Doo (scritta per il secondo disco, cantata live)

### Cover
Qui elencato un elenco di canzoni di altri artisti interpretate da Nash nei suoi live:
- Fluorescent Adolescent (Arctic Monkeys)
- Hang Me Up to Dry (Cold War Kids)
- I'm Not Gonna Teach Your Boyfriend How to Dance with You (Black Kids)
- Hound Dog (Elvis Presley)
- Irreplaceable (Beyoncé)
- Men's Needs (The Cribs)
- Christmas Wrapping (The Waitresses)
- Seven Nation Army (The White Stripes)
- Babylove (The Supremes)
- Hollaback Girl (Gwen Stefani)

### Collaborazioni
Elenco delle collaborazioni (pubblicate o no) a cui Nash ha preso parte:
- Look What You've Done (Lethal Bizzle ft. Kate Nash)
- Me & My Microphone (Kano ft. Kate Nash)
- Rainy Days (The Derelict Projekt ft. Kate Nash)
- Leaning On a Lamppost (Shirley Bassey ft. Kate Nash)
- Give Him A Great Big Kiss (Kate Nash & Billy Bragg)
- Hey, Asshole (Watsky ft. Kate Nash)

## Videografia
- "Caroline's a Victim", diretto da Kinga Burza (2007)
- "Foundations", diretto da Kinga Burza (2007)
- "Mouthwash", diretto da Kinga Burza (2007)
- "Pumpkin Soup", diretto da Kinga Burza (2007)
- "Do-Wah-Doo" diretto da Daniel Brereton (2010)
- "Kiss That Grrrl" diretto da Daniel Brereton (2010)
- "Later On" diretto da Daniel Brereton (2010)
- "Underestimate the Girl" diretto da Lee Jones (2012)
- "Fri-end?" diretto da Lee Jones (2012)
- "Death Proof" diretto da Aram Rappaport (2012)
- "3am" diretto da Lee Jones (2013)

## Filmografia
- Greetings from Tim Buckey, regia di Daniel Algrant (2012)
- Syrup, regia di Aram Rappaport (2013)
- Powder Room, regia di MJ Delaney (2013)
- The Distortion of Sound, regia di Jacob Rosenberg (2014)
- The Devil You Know, regia di Jenji Kohan (2015)
- GLOW (2017-2019)
- Drop the Mic, regia di James Corden (2018)
- Horrible Histories: The Movie – Rotten Romans, regia di Dominic Brigstocke (2019)

## Doppiatrici italiane
- Chiara Gioncardi in GLOW